# Hong Taiji
Hong Taiji (n. 28 noiembrie 1592, Hătu-Ala⁠(d), Liaoning, Republica Populară Chineză – d. 21 septembrie 1643, Manciuria, Rusia), domnie: 1626 – 1643, de asemenea, transliterat ca Huang Taiji, conform transcrierii chineze a numelui său și menționat (în mod eronat) ca Abahai în literatura occidentală, a fost un împărat al dinastiei Qing. El a fost răspunzător de consolidarea imperiului pe care tatăl său, Nurhaci, l-a fondat. El a pregătit cucerirea imperiului chinez al dinastiei Ming, deși a murit înainte ca acest lucru să fie realizat. În anul 1635 schimbă numele poporului său din jurcheni în manciurieni (manchu), precum și denumirea dinastiei sale din Jin Târzie în Qing, în 1636. Dinastia Qing va stăpâni în China până în 1912.
Deoarece tatăl său, Nurhaci, nu și-a asumat titlul imperial în timpul vieții sale, Hong Taiji este uneori considerat a fi primul împărat Qing, dar pentru că lui Nurhaci i s-a conferit post-mortem titlul de împărat, Hong Taiji este, de obicei, considerat al doilea împărat al dinastiei Qing.
1. ↑  The Search for Modern China[*], p. 32 Verificați valoarea |titlelink= (ajutor)